# Zac McGraw
Zac McGraw (Torrance, 1997. június 8. –) kanadai válogatott labdarúgó, az amerikai Portland Timbers hátvéde.

## Pályafutása

### Klubcsapatokban
McGraw a kaliforniai Torrance városában született.
2020-ban mutatkozott be a Portland Timbers észak-amerikai első osztályban szereplő felnőtt keretében. Először a 2021. május 2-ai, Dallas ellen 4–1-re elvesztett mérkőzésen lépett pályára. Első gólját 2022. szeptember 1-jén, az Austin ellen idegenben 2–1-es győzelemmel zárult találkozón szerezte meg.

### A válogatottban
McGraw 2023-ban debütált a kanadai válogatottban. Először a 2023. június 27-ei, Guadeloupe ellen 2–2-es döntetlennel zárult CONCACAF-aranykupa mérkőzésen lépett pályára.

## Statisztikák
2024. augusztus 10. szerint
| Klub             | Szezon   | Osztály  | Bajnokság | Bajnokság | Kupa  | Kupa | Nemzetközi | Nemzetközi | Összesen | Összesen |
| Klub             | Szezon   | Osztály  | Meccs     | Gól       | Meccs | Gól  | Meccs      | Gól        | Meccs    | Gól      |
| ---------------- | -------- | -------- | --------- | --------- | ----- | ---- | ---------- | ---------- | -------- | -------- |
| Portland Timbers | 2021     | MLS      | 11        | 0         | 0     | 0    | 1          | 0          | 12       | 0        |
| Portland Timbers | 2022     | MLS      | 22        | 1         | 1     | 0    | —          | —          | 23       | 1        |
| Portland Timbers | 2023     | MLS      | 28        | 1         | 0     | 0    | 3          | 0          | 31       | 1        |
| Portland Timbers | 2024     | MLS      | 13        | 0         | 0     | 0    | 2          | 2          | 15       | 2        |
| Összesen         | Összesen | Összesen | 74        | 2         | 1     | 0    | 6          | 2          | 81       | 4        |

### A válogatottban
| Válogatott | Év       | Pályára lépés | Gól |
| ---------- | -------- | ------------- | --- |
| Kanada     | 2023     | 4             | 0   |
| Összesen   | Összesen | 4             | 0   |